# Oreocarya propria
Oreocarya propria är en strävbladig växtart som beskrevs av A. Nels. och J.F. Macbr. Oreocarya propria ingår i släktet Oreocarya och familjen strävbladiga växter. Inga underarter finns listade i Catalogue of Life.